# Гращенков, Александр Иванович
Александр Иванович Гращенков (род. 6 марта 1952, Москва, СССР) — российский журналист и фотокорреспондент, обладатель премии «Золотой глаз» World Press Photo. Работал фотокорреспондентом РИА «Новости». Член Союза журналистов России, автор и режиссёр документальных фильмов. Много снимал в горячих точках, а первую настоящую известность Александр приобрел в связи со своим репортажем из Афганистана, который показал оборотную сторону пребывания советских войск в этой стране.

## Биография
Гращенков Александр Иванович, родился 6 марта 1952 года в Москве. Фотографией и кино увлекся в 14 лет в Доме пионеров и школьников на Большой Полянке в фотостудии А. А. Кузнецова. Участвовал в городских фотовыставках.
После службы в армии, в 1972 году поступил на дневное отделение факультета журналистики МГУ имени М. В. Ломоносова, одновременно работая руководителем детской фотостудии Дворца Культуры ЗиЛ. Во время учёбы проходил практику, работая фотокорреспондентом в Агентстве печати Новости (АПН). Результатом первой серьёзной командировки на Дальний Восток и Курильские острова стала отчетная фотовитрина в АПН и её творческое обсуждение в московской фотосекции Союза Журналистов СССР.
По окончании университета в 1977 году был принят на работу в Главную редакцию фотоинформации АПН в качестве корреспондента. Своими творческими наставниками Александр считает фотографов АПН Валерия Шустова и Всеволода Тарасевича. Большое влияние на автора оказала личная дружба с Владимиром Сёминым, открывшим для него философию и авторский стиль Анри Картье-Брессона.
Фотоочерки и репортажи Александра Гращенкова печатались не только во всех журналах, издаваемых АПН за рубежом, но и во многих ведущих европейских изданиях. Наибольшее количество публикаций получили такие темы как «Дети воды» об альтернативных родах в воде, «Афганская война», «Землетрясение в Армении».
Репортаж о боевых действиях советских войск в Афганистане, выпущенный АПН в 1986 году в западную прессу, был подтверждением реальности горбачевской гласности и печатался в ведущих европейских журналах с заголовком «Невероятно, но это репортаж русских из Афганистана». На основе этих фотографий в 1991 году издательство «Планета» выпустило фотоальбом «Афганская война: как это было», получивший на Всероссийском конкурсе книги первую премию и специальный диплом. Фотография из серии «Дети воды» удостоена первого приза «Золотой глаз» World Press Photo’86.
В 1988 году Гёксин Сипахиоглу пригласил Александра на стажировку в французское агентство «Сипа пресс» (фр. Sipa Press). Тогда же в Париже он был представлен в фотовыставке «Взгляд на современную советскую фотографию — 1968/1988» как «эмоциональный журналист, идущий по пути не постановочной, социальной фотографии» (газета «Liberation» от 20.11.88). По линии Союза обществ дружбы персональная выставка автора побывала в столицах Болгарии, Судана, Венгрии, Сирии, Финляндии, Австрии, Польши, ГДР.
За фоторепортаж о последствиях землетрясения в Армении А. Гращенков стал лауреатом премии Союза журналистов СССР 1989 года.
В 90-е годы Александр Гращенков — свободный художник, сотрудничающий с финскими журналами «Helsingin Sanomat» и «АPU», фотоагентствами. С 2001 по 2003 ответственный секретарь журнала «Энергия Востока», с 2003 по 2005 — главный редактор фотоагентства «Fly-Nig». В 2007 году издал фотоальбом «Девять веков Москвы» по заказу правительства Москвы.
С 2005 участвует в выставках Центра фотографии имени братьев Люмьер, в том числе FOTOFEST 2012 BIENNIAL Contemporary Russian Photograph.

## Галерея

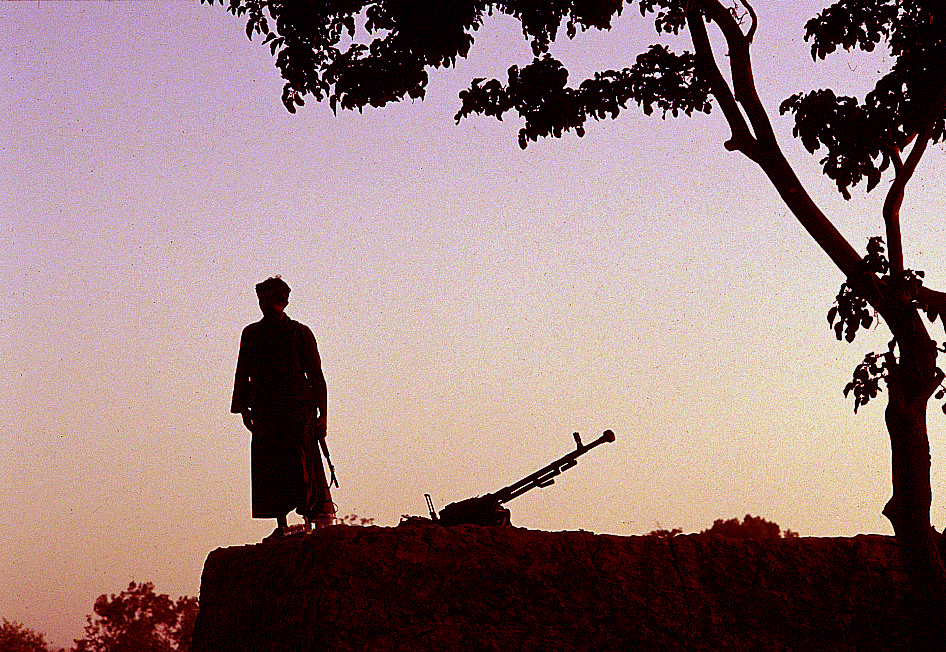
Афганская война
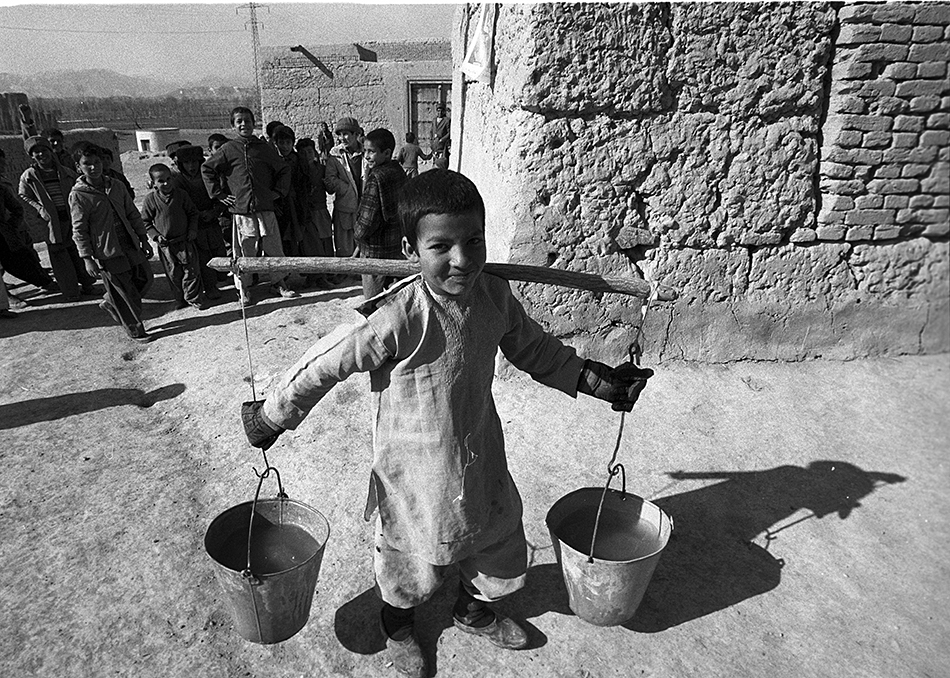
Водонос
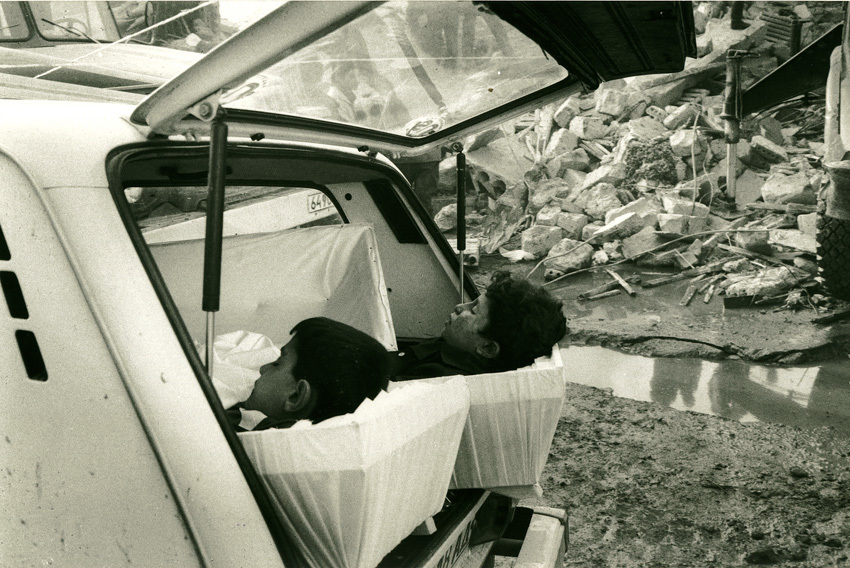
Спитак.1988
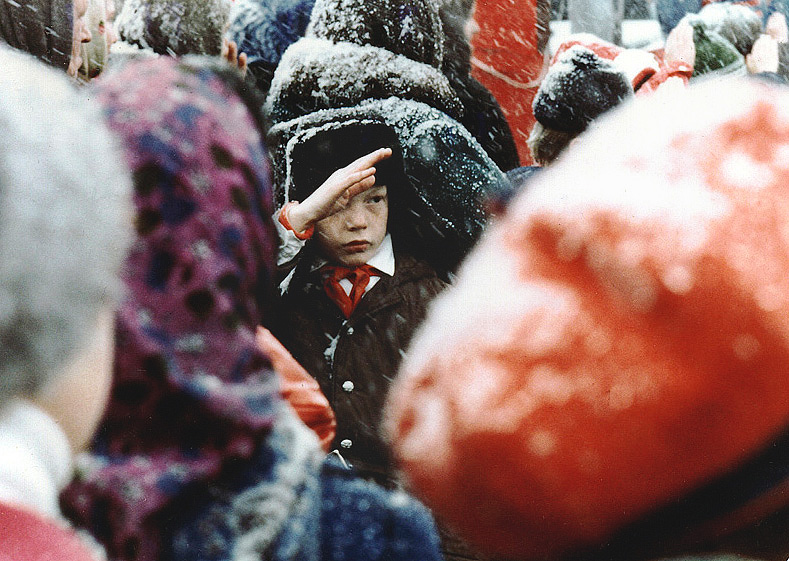
Пионер

## Награды
- World Press Photo (1986)[1]
- Лауреат премии Союза журналистов СССР (1989)